# Sofía Bozán
Sofía "La Negra" Bozán (María Sofía Isabel Bergero) (Buenos Aires, 5 de noviembre de 1904 - Ibídem, 9 de julio de 1958) fue una actriz argentina de vodevil, teatro, cine y cantante de tango entre 1925 y 1958. Fue una auténtica estrella porteña desaparecida en plena carrera. Figura mítica del espectáculo porteño, "La Negra" Bozán está unida al Teatro Maipo, donde trabajó entre 1934 y 1954, y donde estrenó el célebre tango "Cambalache". La llamaron "El alma del Maipo". 
Actriz, comediante, cantante (una diseuse a la manera de Maurice Chevalier) encarnó una era con su espontaneidad y desenfado. Una de las pioneras del humor argentino, según José Gobello “la más pícara y la más querible de las vedettes argentinas, y deslindaba, con extraña sabiduría, lo canyengue de lo guarango y lo cómico de lo obsceno”.

## Trayectoria
Comenzó su carrera artística en el teatro hacia 1925 y en cine en 1930 filmando Las luces de Buenos Aires con Carlos Gardel, con quien en su momento llegó a rivalizar en popularidad. 
Actuó en filmes como Puerto Nuevo de  1936,  y Loco lindo (1937) y en Muchachas que estudian de 1939. Filmó más de treinta películas y apareció en el filme de tango Arriba el telón o El patio de la morocha  en 1951 como ella misma.
En 1931 hizo una gira por Europa presentándose en el Teatro de la Zarzuela (Madrid) y en el Palace de París. 
Fueron famosas sus versiones de tangos y milongas como Yira yira de Enrique Santos Discépolo, Canillita o Qué querés con ese loro.
Murió de cáncer con sólo 53 años, en 1958, Sofía fue velada en la Casa del Teatro, y sus restos descansan en el Cementerio de la Chacarita en el Panteón de la Asociación Argentina de Actores. El diario Noticias Gráficas escribía:

“Los bandoneones porteños enlutados, rezongan en este día triste un responso a su memoria. Y como si escuchásemos su voz, perdiéndose en la eternidad y en el recuerdo, Sofía Bozán ha hecho su último y definitivo mutis”.

Su prima fue la famosa comediante Olinda Bozán y sus hermanas las bailarinas y vedettes Haydée Bozán y Elena Bozán.

## Definiciones
Se la menciona en el tango Gracias Buenos Aires:

Gracias Buenos Aires por Sandrini,  el genial Parravicini, Pepe Arias y Kaplán.  Gracias por Rosita, por la Tita por la Copa,  por la Roca y por La Negra Bozán

Pablo Hechín compuso el tango La Negra Bozán:

Porteña y de un solo filo / ocurrente y sin igual / alma del tango Argentino / el Maipo te vio brillar / ocurrente y de alma noble / expresión de mi ciudad.

Llevabas en tu alma bondadosa y noble / gracia y picardía del tango canción, / tu estampa tanguera paseó por el mundo / y Francia la eterna tu arte aplaudió... / Muchacha Criolla, quedó tu recuerdo / y tu Buenos Aires no te ha de olvidar, / Negrita querida, con honda tristeza / te brinda este tango, responso final.

Ella se definía a sí misma en una milonga con la que solía presentarse:
Yo soy Sofía Bozán

yo canto porque lo siento

mi pelo lo peina el viento

y me gusta el bataclán

Si quieren verle la hilacha

A mi estirpe de tanguera

No me venga con guarachas

A mi me gusta el Gotán

## Filmografía
- La calle del pecado  (1954)
- El patio de la morocha (1951)
- Campeón a la fuerza (1950)
- Rodríguez, supernumerario (1948)
- Elvira Fernández, vendedora de tienda (1942)
- Isabelita (1940) .... Elena
- Carnaval de antaño (1940)
- Los muchachos se divierten (1940)
- Muchachas que estudian (1939) .... Luisa
- Loco lindo (1937)
- Puerto Nuevo (1936)
- Goal! (1936)
- Luces de Buenos Aires (1931) .... Elvira del Solar

## Teatro
- La vitamina de la alegría (1949)
- !"Saeao" en Villa Devoto! (1949)
- ¡Hay cola en el Pasteur! (1949)
- La risa es la mejor divisa (1949)
- ¡Que fresco con tanto calor! (1949)
- Ya está el aguinaldo en la puerta (1949)[9]
- Otra cosa son rumores (1949), con Marcos Caplán y Mario Fortuna.
- Ganamos en Santa Fe (1937)
- ¡Pepe Arias, presidente! (1936), con Pepe Arias, Marcos Caplán, Alicia Barrié, Gladys Rizza, Lely Morel, Aída Olivier y Julién de Meriche.
- Volvió Rosita (1936), Antonio Botta y Hans Dierhammer, con Rosita Moreno y Carmen Villalba.[10]
- Ya sabemos cuantos somos, con Marcos Caplán, Dringue Farías y Carlos Castro. Estrenada en el Teatro Maipo.